# Koninklijke Nederlandse Bond van Filatelisten-Verenigingen
De Koninklijke Nederlandse Bond van Filatelistenverenigingen (KNBF) is de overkoepelende organisatie voor iedereen die in Nederland actief is of geïnteresseerd is in de filatelie. De federatie is gevestigd in Utrecht en vertegenwoordigt ruim 255 verenigingen met 33.000 verzamelaars.
Bij zijn oprichting in 1908 heette de bond: Nederlandschen Bond van Vereenigingen van Postzegelverzamelaars. In 1956 werd de naam veranderd in Nederlandse Bond van Filatelisten-Verenigingen (NBFV).
Op 7 juni 2008 ontving de bond het predicaat Koninklijk. Vanaf dat moment luidde de naam formeel Koninklijke Nederlandse Bond van Filatelisten-Verenigingen (KNBF). In minder formele stukken wordt 'Filatelisten-Verenigingen' als één woord geschreven. Dat is moderner en beter Nederlands.
Namens de verenigingen houdt de KNBF contact met organisaties als de Nederlandse Vereeniging van Postzegelhandelaren (NVPH), TNT Post-filatelie en buitenlandse verenigingen en overkoepelende organisaties, zoals bijvoorbeeld de Fédération Internationale de Philatélie. De bond beschikt voor zijn leden over een grote filatelistische bibliotheek met ongeveer 10.000 boeken, tijdschriften, catalogi en andere publicaties, heeft een eigen keuringsdienst en verleent medewerking aan regionale en landelijke tentoonstellingen.

## Geschiedenis

### Voorgeschiedenis
De filatelie in Nederland ontstond spoedig na het verschijnen van de eerste postzegels in 1852.
De eerste organisaties van filatelisten waren plaatselijke verenigingen. De oudste bronnen gaan terug tot ongeveer 1883. Toen bestond er in Arnhem een Vaderlandsche Vereeniging van Postzegelverzamelaars. In 1884 bestond er – ook in Arnhem – een Nederlandschen Postzegelverzamelaars Bond. Op 1 mei 1884 werd in Amsterdam de Vereeniging van Postzegel Verzamelaars opgericht. In 1886 veranderde deze haar naam in Nederlandsche Vereeniging van Postzegel Verzamelaars. Voorzitter was Armandus Eduardus Josephus Huart. In de jaren daarna werden er ook in Breda (21 nov. 1893) en Den Haag (17 april 1897) verenigingen opgericht.
In 1885 vond de eerste postzegeltentoonstelling plaats. In 1889 volgt de eerste internationale tentoonstelling in Amsterdam.
Geïnspireerd door de situatie in Duitsland, waar in juli 1905 het zeventiende filatelistencongres en de negende Bondsdag van Duits-Oostenrijkse filatelistenverenigingen werd gehouden, schreef Dozy, redacteur van Het Postzegelblad van de Haagse vereniging in oktober 1905 een artikel over de wenselijkheid van dergelijke congressen in Nederland. Dat idee sloeg aan. Op 2 en 3 augustus 1906 vond de eerste Philatelistendag plaats in het 'Gebouw voor Kunsten en Wetenschappen' in Den Haag.  Ook in 1907 werden op 2 en 3 augustus in Den Haag deze dagen georganiseerd. Er werd tevens besloten om het 'Permanent Comité' (belast met de organisatie van de Philatelistendagen) op te dragen om met voorstellen te komen omtrent de oprichting van een Nederlandse bond. Ook dit initiatief leidde al snel tot resultaat.

### De oprichting van de Nederlandschen Bond van Vereenigingen van Postzegelverzamelaars
In 1908 kwamen vertegenwoordigers van de Nederlandsche Vereeniging van Postzegelverzamelaars (NVPV), de Postzegelvereniging Breda, de Haagsche Philatelistenvereeniging en de Vereeniging van Postzegelverzamelaars 'Hollandia' bijeen in Den Haag om over te gaan tot de oprichting van een Nederlandschen Bond van Vereenigingen van Postzegelverzamelaars. Tijdens een bijeenkomst op vrijdag 26 juni 1908 werden de statuten en het huishoudelijk reglement vastgesteld en werd besloten koninklijke goedkeuring aan te vragen. 

Het eerste bestuur bestond uit:
- C. Wafelbakker, voorzitter
- H. de Wijs sr, onder-voorzitter
- Mr. E. Bonn, eerste secretaris
- Dr. A.E. Sitsen, tweede secretaris
- H.J. Spitzen, penningmeester
- A.G. Rinders, commissaris
- W. van Eeden, commissaris

Koninklijke goedkeuring der statuten werd verkregen bij Besluit van 27 juli 1908, no. 67.
Op de derde Philatelistendag, op 11 en 12 september 1908 in Amsterdam werd aan het nieuwe bondsbestuur de taak opgedragen om in het vervolg de Philatelistendagen te organiseren. Daarnaast werden aan de bond de taken toegedicht om een 'Geschillencommissie' en een 'Keuringsdienst' te vormen.
In 1909 verscheen een uitvoerig 'Manifest', waarin aan alle belangstellende filatelisten in Nederland werd uitgelegd wat “doel en streven van den bond” was.
In mei 1910 verscheen het eerste nummer van de Berichten en Mededeelingen van den Nederlandschen Bond. In sept. 1912 werd het laatste nummer uitgegeven. Daarna werden de Bondsmededelingen opgenomen in het Philatelistisch Maandblad.
In 1920 werd het Philatelistisch Maandblad het “officiële orgaan” van de Bond. Korte tijd daarna ging het Philatelistisch Maandblad, samen met het Nederlandsch Tijdschrift voor Postzegelkunde, op in het Nederlandsch Maandblad voor Philatelie.
In 1921 stelde het Bondsbestuur de Bondsmedaille in, een ereteken voor personen die op filatelistisch gebied een wetenschappelijke bijdrage leverden. In 1934 werd deze medaille opgevolgd door de Costerus-medaille. Deze medaille werd (en wordt) uitgereikt aan filatelisten die een uitzonderlijke prestatie in de vorm van een wetenschappelijke publicatie en/of bijdrage op filatelistisch gebied hebben geleverd. De Waller-medaille, die eveneens vanaf 1934 werd uitgereikt, is bedoeld om personen (of instellingen) te eren, die zich bijzonder verdienstelijk gemaakt hebben voor de filatelie.
In 1936 trad de vereniging Op Hoop van Zegels op als gastvrouwe van de Bond ter gelegenheid van zijn 25-jarig bestaan. Er werd een tentoonstelling ingericht door de fa. Enschedé.

### De Bond in en na de Tweede Wereldoorlog
De secretaris van de Bond, W.G. Zwolle, sneuvelde op 11 mei 1940.
In november 1941 bepaalde de bezetter dat verenigingen alleen mochten blijven bestaan als ze bij de Bond aangesloten waren. Dat bracht een aantal verenigingen ertoe tot de Bond toe te treden. Ook eiste de bezetter dat niet-ariërs zich uit het verenigingsleven en de postzegelhandel moesten terugtrekken.
Terwijl de omstandigheden steeds “ongunstiger” werden, werden in 1942 de Algemene Vergadering en de 33e Nederlandse Philatelistendag in Amsterdam gehouden. Hier werd besloten een bondsbibliotheek op te richten. Deze bibliotheek, alsmede het gehele archief van de Bond, gingen in maart 1945 als gevolg van oorlogshandelingen verloren.
In maart 1946 vond te Utrecht een buitengewone Algemene Vergadering plaats, waar o.m. het beleid van het Bondsbestuur gedurende de oorlogsjaren werd besproken. De eerste “gewone” Algemene Vergadering vond eveneens te Utrecht plaats, ter gelegenheid van het 40jarig bestaan van de Utrechtse Philatelisten Vereniging. Op 7 september werd de 34e Nederlandse Philatelistendag gehouden.
In 1949 werd door de Algemene Vergadering besloten dat de Bond weer in de uitgave van het Nederlandsch Maandblad voor Philatelie zou gaan participeren, zij het zonder financiële deelname. Het contract daarover werd in februari 1950 ondertekend.
Ter gelegenheid van het eeuwfeest van de eerste Nederlandse postzegels werd in de Jaarbeurshallen te 1952 te Utrecht een grote internationale tentoonstelling georganiseerd, de ITEP (Internationale Tentoonstelling Eeuwfeest Postzegel). De ITEP werd op 28 juni geopend door Z.K.H Prins Berhard.
Op de Algemene Vergadering van de Bond op 10 oktober 1956 te Utrecht werd besloten dat de naam van de Bond zou worden gewijzigd in Nederlandse Bond van Filatelisten-Verenigingen (NBFV). Bij Koninklijk Besluit van 19 november werd dit bekrachtigd.

### 1958 – 1983
Het vijftigjarige jubileum van de Bond werd officieel gevierd op 26 juni 1958 met een receptie en een diner. Daarbij bood de Directeur-generaal van de PTT de zilveren legpenning aan. 

In datzelfde jaar werd de Bondsbibliotheek gevestigd in Arnhem.
In 1964 verscheen voor het eerst het 'Vademecum van de Nederlandse Bond van Filatelisten-Verenigingen', een naslagwerk met informatie over het werk van de bond.

Op 24 juni 1965 werd de 'Stichting Filatelie' opgericht, waarin de Bond, de Nederlandsche Vereeniging van Postzegelhandelaren (NVPH) en de PTT zouden gaan samenwerken ter voorbereiding van de internationale postzegeltentoonstelling van 1967. Aanvankelijk was de oud-hoofddirecteur der Posterijen, Hoolboom, voorzitter van de stichting; na zijn aftreden in 1968 eindigde ook de bemoeienis van de PTT met de stichting. De stichting bleef echter bestaan en bestaat nog steeds.

In 1966 werd de 'Spoorenberg-medaille' ingesteld voor de thematische filatelie. 

In 1967 vond de Amphilex plaats, een internationale tentoonstelling.
In 1968 ging de Bond als (achtste) 'eigenaresse' deelnemen in de exploitatie van het Nederlandsch Maandblad voor Philatelie. Het 'Maandblad' van december 1968 opent met een artikel '1968 – Herwonnen eenheid', waarin behalve het feit dat de NBFV als achtste eigenaar van het Maandblad is toegetreden ook melding wordt gemaakt van de terugkeer in de schoot van de Bond van vier eerder uitgetreden verenigingen.
De Amphilex 77, waarvan Prins Bernhard beschermheer was, trok meer dan 100.000 bezoekers.

In 1981 werd het 'Bondsbureau' aan de Zeelantlaan 11 in Utrecht betrokken. In dat jaar kwam ook de eerste betaalde (parttime) kracht in dienst.

### 1983 – 2008
Het jubileumjaar 1983 begon niet feestelijk. Er voltrok zich een bestuurlijke crisis die er uiteindelijk toe leidde dat vier bestuursleden het veld moesten ruimen.
Ter gelegenheid van het 75-jarig jubileum kwam een speciale uitgave tot stand: “Nederlandse Bond van Filatelisten Verenigingen : 75 jaar”. Daarin werd o.a. de geschiedenis van de Bond, vooral die van de laatste 25 jaar, beschreven door Mr. A. van der Flier. Een lange stoet van bestuursleden, ereleden, leden van verdienste, Costerus-ridders, ontvangers van de Waller-medaille, de Spoorenberg-medaille etc. trekt in dit artikel voorbij. Opmerkelijk is dat het bestuur van de Bond in deze 75 jaar geen vrouwelijke leden kende. De jubileum-uitgave bevatte, behalve de geschiedenis, een aantal artikelen over filatelistische onderwerpen. Bijvoorbeeld van de hand van S. Hartz over “Graveren” en van drs. A. van der Willigen over “Machinale frankering”.
In 1984 vond de internationale tentoonstelling 'Filacento' plaats in het Congresgebouw in Den Haag.
In 1985 waren 350 verenigingen bij de Bond aangesloten, met in totaal 75.000 leden. Daarnaast waren 11 gespecialiseerde verenigingen lid van de Bond.
In 1988 vond de 'Filacept' plaats, ook nu weer in het Congresgebouw in Den Haag.
In 1990 verhuisde de bondsbibliotheek naar Baarn; de bibliotheek was daar gevestigd in het souterrain van de Openbare Bibliotheek. In januari 2018 verhuisde de bibliotheek naar Houten.
1994 was het jaar van 'FEPAPost', alweer in het Congresgebouw te Den Haag.
In 2002 werd in de RAI in Amsterdam de 'Amphilex' georganiseerd.
Op 7 juni 2008 werd het honderdjarig bestaan van de Bond gevierd in Soestduinen. Tijdens de honderdste Algemene Vergadering deelde de commissaris van de Koningin in de provincie Utrecht, de heer R.C. Robbertsen, mee “dat het Hare Majesteit de Koningin heeft behaagd om de Bond het recht te verlenen om de naam 'Koninklijk' te mogen dragen”. Hij overhandigde vervolgens de bij het predicaat behorende oorkonde aan de voorzitter van de Bond.
Op 25 april 2009 werd tijdens de Algemene Vergadering een nieuwe voorzitter benoemd: Victor Coenen. Hij volgde Ties Koek op.

## Internationale contacten
In 1926 werd de FIP opgericht, de Fédération Internationale de Philatélie (de internationale filatelistische federatie). Deze belegt eens in de twee jaar een bijeenkomst, waaraan ongeveer 75 landen deelnemen. De KNBF is bij de FIP aangesloten.
In 1989 vond de oprichting van de FEPA plaats, de Federation of European Philatelic Associations. De Bond speelde bij de oprichting van deze europese federatie een belangrijke rol. De FEPA geeft een eigen nieuwsbrief uit.